# باجاسا
الباجاسا (الاسم العلمي: Bagassa) هي جنس من النباتات تتبع الفصيلة التوتية من رتبة الورديات.

## أنواع الباجاسا
- باجاسا غويانية
- باجاسا زيزفونية الأوراق